# 秦野宗一郎
秦野 宗一郎（はたの そういちろう）は、日本のライトノベル作家。九州在住。

## 経歴・人物
2013年5月、投稿作『ファントム・ワールド』が第4回京都アニメーション大賞小説部門にて奨励賞を受賞。同年12月に、同受賞作を改稿・改題した『無彩限のファントム・ワールド』をKAエスマ文庫より刊行し、作家デビューした。『無彩限のファントム・ワールド』は同名でテレビアニメ化し、2016年冬季アニメとして1月から放映された。
「毎月の食費より、書籍代が上回る苦行生活」を送っていることをデビュー作の「あとがき」で告白している。Twitterでは別の名前での作品もあるというが、そちらは未公表である。

## 作品リスト
- 無彩限のファントム・ワールド[3]（KAエスマ文庫、2013年 - 2016年、全3巻）